# Береника (селеукидска краљица)
Береника, такође позната под називом Береника Сиријка (лат. Berenice Sira), била је египатска принцеза, односно кћи краља Птолемеја II и његове прве супруге Арсиноје I.
Између 261. и 253. п. н. е. Береника се удала за селеукидског владара Антиоха II Теа, с којим је Птолемеј у то време или непосредно прије тога, водио Други сиријски рат. Мир између двију држава је требало да додатно учврсти споразум из 249. п. н. е. на основу кога се Антиох развео од своје прве супруге Лаодике и насљедство пребацио на Береникину децу. Лаодика је са својом децом прешла из Антиохије у Ефес, па су отада ова два града служила као престоница Селеукидског краљевства.
Године 246. п. н. е. је Птолемеј умро, па се Антиох поново покушао приближити Лаодики. Убрзо затим умро је у Ефесу, а што се приписивало тровању од стране Лаодике. Лаодика је тада краљем прогласила свог сина Селеука, а себе регенткињом. Недуго потом заједно с дјететом је убијена Береника, што се приписало Лаодики. Те је догађаје нови египатски краљ Птолемеј III искористио како би започео Трећи сиријски рат.

## Породично стабло
|  |                                   |  |  |  |  |  |  |  |  |  |  |  |  |  |  |  |
|  | 2. Птолемеј II Филаделф           |  |  |  |  |  |  |  |  |  |  |  |  |  |  |  |
|  |                                   |  |  |  |  |  |  |  |  |  |  |  |  |  |  |  |
|  |                                   |  |  |  |  |  |  |  |  |  |  |  |  |  |  |  |
|  | 1. Береника (селеукидска краљица) |  |  |  |  |  |  |  |  |  |  |  |  |  |  |  |
|  |                                   |  |  |  |  |  |  |  |  |  |  |  |  |  |  |  |
|  |                                   |  |  |  |  |  |  |  |  |  |  |  |  |  |  |  |
|  | 3. Арсиноја I                     |  |  |  |  |  |  |  |  |  |  |  |  |  |  |  |
|  |                                   |  |  |  |  |  |  |  |  |  |  |  |  |  |  |  |
|  |                                   |  |  |  |  |  |  |  |  |  |  |  |  |  |  |  |